# وارنغة رود
وارنغة رود هي قرية في مقاطعة كرج، إيران. يقدر عدد سكانها بـ 257 نسمة بحسب إحصاء 2016.